# 名古屋大学大学院生命農学研究科・農学部
名古屋大学大学院生命農学研究科・農学部（なごやだいがくだいがくいんせいめいのうがくけんきゅうか・のうがくぶ）は、名古屋市千種区にある、国立大学法人名古屋大学が設置する農学部と農学系大学院である。

## 概要
生物機構・機能科学専攻、応用分子生命科学専攻、生物圏資源学専攻という３つの専門領域と、これらの領域を横断包含する生命技術科学専攻を設置。生命技術科学専攻に生物機能開発利用研究センターと農学国際教育協力研究センターにも教員が所属し、講座を構成している。
日本に現在ある国立の農林学の大学教育機関は通常帝国大学農科大学、帝国大学農科大学実科あるいは農学部、官立や公立の高等農林学校・農林専門学校といった旧制高等教育機関を母体としているが、母体をもたずに一から誕生させた3校のうちの一つである（あとの2校は高知と琉球の各大学農学部）。

## 学科
- 入学定員170人[1]
  - 生物環境科学科（森林科学、バイオマス科学、社会科学など）[1]
    - 土壌圏物質循環学、森林環境資源学、森林水文・砂防学、森林生態学、森林保護学、森林資源管理学、森林社会共生学、森林化学、植物土壌システム、循環資源利用学、木材物理学、木材工学、生物システム工学[2]の各分野

  - 資源生物科学科（生物学、化学を基礎として、遺伝学、生理学、形態学、食料生産など）[1]
    - 植物生理形態学、植物遺伝育種学、作物科学、作物ストレス制御、園芸科学、植物病理学、植物免疫学、耕地情報利用、食料経済学、植物遺伝子機能、ゲノム農学、植物ゲノム育種、生物産業創出、動物遺伝育種学、ゲノム・エピゲノムダイナミクス、動物形態学、動物統合生理学、動物生殖科学、動物栄養科学、動物生産科学、鳥類バイオサイエンス、水圏動物学、資源昆虫学、害虫制御学の各分野

  - 応用生命科学科（バイオサイエンス（生命科学）やバイオテクノロジー（生命工学））[1]
    - 生物有機化学、天然物化学、生物活性分子、天然物ケミカルバイオロジー、高分子生物材料化学、食品機能化学、応用酵素学、分子生物工学、分子細胞制御学、細胞生化学、分子生体制御学、糖鎖生命科学、動物細胞機能、動物細胞生理学、栄養生化学、土壌生物化学、応用微生物学、分子微生物学、植物情報分子、生物化学、ゲノム情報機能学、光合成科学、分化情報制御、植物細胞機能の各分野

## 著名な出身者

### 政治・行政
- 伊藤文郎 - 津島市長（第18・19代）、社会保険診療報酬支払基金理事長（第17代[3]）
- 沖修司 - 林野庁長官（第40代）、大日本山林会副会長、国土緑化推進機構専務理事[4]
- 加藤鐵夫 - 林野庁長官（第29代）、農林漁業信用基金副理事長[5]
- 川合豊彦[6] - 農林水産省大臣官房技術総括審議官兼農林水産技術会議事務局長[7]
- 小坂善太郎 - 林野庁長官（第46代）、林野庁次長[8]
- 山本保 - 総務大臣政務官（第2次小泉改造内閣、第3次小泉内閣）、参議院議員（2期）

### 経済
- 井戸田正 - 元雪印乳業社長
- 門脇宜人 - 元第一屋製パン社長
- 澤木良次 - 元大建工業社長、元日本建材・住宅設備産業協会副会長
- 吉田康 - ブルボン社長

### 研究
- 磯部稔 - 天然化学、名古屋大学名誉教授、紫綬褒章、日本農芸化学会賞
- 内田浩二 - 食品科学、東京大学教授
- 太田誠一 - 農芸化学、京都大学名誉教授、日本林学会賞
- 織田銑一 - 哺乳類学、名古屋大学教授、元日本哺乳類学会会長
- 粕谷英一 - 生態学、九州大学准教授、元日本動物行動学会会長
- 熊澤茂則 - 農芸化学、静岡県立大学教授
- 坂齊 - 生態学、東京大学名誉教授、元東京大学附属農場長
- 杉山達夫 - 植物生理学、名古屋大学名誉教授、紫綬褒章、フランス共和国教育功労章
- 鈴木滋彦 - 林産学、静岡大学名誉教授・元副学長、日本木材学会賞
- 辻和希 - 生態学、琉球大学教授、日本動物行動学会会長
- 徳田元 - 生物学、東京大学名誉教授、元盛岡大学学長
- 西川俊夫 - 有機化学、名古屋大学教授、有機合成協会奨励賞
- 平野博之 - 遺伝学、東京大学名誉教授、木原賞
- 福田央 - 生化学、酒類総合研究所理事長
- 福山透 - 有機化学、東京大学名誉教授、紫綬褒章、日本薬学会賞
- 松浦純生 - 斜面変動学、京都大学名誉教授、日本地すべり学会賞
- 水野猛 - 分子生物学、名古屋大学教授

### その他
- 山田優 - 日本農業新聞編集委員
- ジョン・ギャスライト - タレント、コラムニスト、中部大学教授
- 島川未有 - 四国放送アナウンサー

## 博士号取得者
- 山本廣基 - 農薬環境科学、島根大学学長、大学入試センター理事長